# 愛知県道172号西之島江南線
愛知県道172号西之島江南線（あいちけんどう172ごう にしのしまこうなんせん）は、愛知県小牧市から同県江南市に至る一般県道である。

## 概要

### 路線データ
- 起点：愛知県小牧市大字西之島（国道155号交点）
- 終点：愛知県江南市木賀町大門（愛知県道176号若宮江南線交点）

## 沿革
- 1959年（昭和34年）12月15日：認定[1]

## 地理

### 通過する自治体
- 愛知県
  - 小牧市 - 江南市

### 交差する道路
- 国道155号（西之島西交差点）
- 愛知県道157号小口岩倉線（柳街道）・愛知県道171号小折一宮線（小折交差点）
- 国道155号（小牧一宮バイパス、北尾張中央道）（江南市南山町西地内 - 江南市小郷町粟田木地内で重複）

この間未開通区間あり（江南市布袋下山町南地内 - 江南市布袋下山町北地内）
- 愛知県道174号布袋停車場線（布袋プラタナス通り）（江南市布袋町中地内）
- 愛知県道176号若宮江南線（旧道）（江南市布袋町北地内で重複）
- 愛知県道176号若宮江南線（新道）（江南市木賀町大門地内）

バイパス（江南市小折東町旭地内 - 南山町中交差点）
- 愛知県道171号小折一宮線（江南市小折東町旭地内）
- 国道155号（小牧一宮バイパス、北尾張中央道）（南山町中交差点）

### 周辺
- 小牧市立三ツ渕小学校
- 小牧市立小牧西中学校
- 江南市立布袋小学校
- 名鉄犬山線 布袋駅
- 愛知県警察 江南警察署